# Радио Ватикан
Радио Ватикан (итал. Radio Vaticana) је званична радио станица државе Ватикан. Први радио апарат конструисао је Гуљелмо Маркони 1931. године, а радио станица емитује програме на 47 различитих језика. Радио станицом од њеног оснивања управљају исусовци, а програм се емитује на кратким и средњим таласима, као и путем сателита и веб радија.
У прављењу програма Радио Ватикана учествује више од 200 новинара из 61 земље. Садашњи директор радио станице је отац Федерико Ломбарди.

## Историја
Први позивни знак Радио Ватикана био је ХВЈ, а први пренос је био на две краткоталасне фреквенције 12. фебруара 1931. године Прва званична емисија била је када је радио-техничар емитовао „In nomine Domini, Amen“, а након тога је Маркони представио папу Пија XI који је био први папа који се чуо у етру. Био је присутан и кардинал Еуђенио Пачели, који је касније постао папа Пије XII. Први директор Радио Ватикана био је доктор Ђузепе Ђанфранчески.

## Телевизија
Радио Ватикан је експериментисао са ТВ емисијама 1930-их и касније 1950-их. Тек 1990-их Радио Ватикан је почео са редовним ТВ емитовањем путем сателита.